# Szczuroskoczek pędzloogonowy
Szczuroskoczek pędzloogonowy (Dipodomys nitratoides) – gatunek ssaka z podrodziny szczuroskoczków (Dipodomyinae) w obrębie rodziny karłomyszowatych (Heteromyidae). 

## Zasięg występowania
Szczuroskoczek pędzloogonowy występuje w południowo-zachodnich Stanach Zjednoczonych zamieszkując w zależności od podgatunku:
- D. nitratoides nitratoides – San Joaquin Valley, południowo-środkowa Kalifornia.
- D. nitratoides brevinasus – zachodnie i wschodnie krawędzie San Joaquin Valley, Panoche Valley, Carrizo Plain i górna część Cuyama Plain, południowo-środkowa Kalifornia.
- D. nitratoides exilis – północna część San Joaquin Valley, południowo-środkowa Kalifornia.

## Taksonomia
Gatunek po raz pierwszy naukowo opisał w 1894 roku amerykański zoolog Clinton Hart Merriam nadając mu nazwę Dipodomys merriami nitratoides. Holotyp pochodził z Tipton, w San Joaquin Valley, w hrabstwie Tulare, w Kalifornii, w Stanach Zjednoczonych.
D. nitratoides należy do grupy gatunkowej merriami wraz z D. merriami do którego jest bardzo podobny. Oba gatunki zamieszkują odpowiednio pustynie San Joaquin Valley i Mojave po obu stronach gór Tehachapi. Autorzy Illustrated Checklist of the Mammals of the World rozpoznają trzy podgatunki.

### Etymologia
- Dipodomys: gr. δίποδος dipodos „dwunożny”, od δι- di- „podwójnie”, od δις dis „dwa razy”, od δυο duo „dwa”; πους pous, ποδος podos „stopa”; μυς mus, μυός muos „mysz”[9][10].
- nitratoides: epitet gatunkowy Dipodomys merriami nitratus Merriam, 1894; gr. -οιδης -oidēs „przypominający”[11].
- brevinasus: łac. brevis „krótki”[12]; nasus „nos”[13].
- exilis: łac. exilis „mały, smukły, cienki”, od ex „bez”; ile, ilis „wnętrzności”[10].

## Morfologia
Długość ciała (bez ogona) 74–112 mm, długość ogona samic średnio 137 mm, samców średnio 141 mm, długość ucha średnio 12 mm, długość tylnej stopy średnio 35 mm; masa ciała 40–53 g. 

## Ekologia
Zamieszkuje tereny położone na wysokości 50–800 m n.p.m.